# Иванов, Сергей Алексеевич (член Государственной думы)
Серге́й Алексе́евич Иванов (18 июня 1856—1930) — профессор Киевского политехнического института, член IV Государственной думы от города Киева.

## Биография
Православный. Из потомственных дворян.
По окончании Медико-хирургической академии в 1880 году был оставлен при академии для усовершенствования в науках и в 1883 получил степень магистра ветеринарных наук. Слушал лекции в Петровской земледельческой академии (1883—1884).
В 1884—1893 годах служил в Московском губернском земстве, одновременно работая в лаборатории профессора Эрисмана при Московском университете. В 1886 году был командирован земством за границу для ознакомления с методами борьбы с заразными болезнями. Работал в Париже в лаборатории Грауше и в Мюнхене в лаборатории Петенкофера. Затем служил ещё и в Московском городском управлении. Опубликовал ряд работ по общественной ветеринарии и санитарии.
В 1890 году был командирован за границу для подготовки к профессорскому званию по кафедре зоогигиены и зоотехники. В 1893 году был избран экстраординарным профессором Харьковского ветеринарного института, а в 1900 — ординарным профессором Киевского политехнического института по кафедре зоотехники. Кроме того, читал лекции на Киевских сельскохозяйственных курсах (1901—1912). В 1911 году, дослужившись до чина статского советника, вышел в отставку и поступил на службу в Киевское городское управление, где состоял помощником заведующего городской санитарной станцией. С 1905 года был членом кадетской партии.
В 1912 году был избран в члены Государственной думы 2-м съездом городских избирателей Киева. Входил во фракцию кадетов. Состоял товарищем председателя сельскохозяйственной комиссии (до 2 декабря 1916), а также членом комиссий: по исполнению государственной росписи доходов и расходов, по народному образованию. Входил в Прогрессивный блок. Был членом киевской ложи Правда союза Великого востока народов России. На 6-м (февраль 1916) и 8-м (май 1917) съездах партии кадетов избирался в состав её ЦК.
После Февральской революции был назначен комиссаром отдела по сношению с провинцией Временного комитета Государственной думы. 14 августа 1917 сложил полномочия члена ГД в связи с избранием ординарным профессором Харьковского ветеринарного института.
В 1919 году был избран гласным восстановленной Харьковской городской думы, входил во фракцию кадетов. В 1921 году проходил по «делу Национального центра», однако ввиду преклонного возраста наказанию подвергнут не был. После окончания Гражданской войны преподавал в сельскохозяйственных институтах Харькова и Киева.
Был вдовцом, имел троих детей. Умер в 1930 году.